# Adliyya Bakoe
Adliyya Bakoe is een Azerbeidzjaanse voetbalclub uit Bakoe. De club werd in 2001 opgericht en speelt in de Eerste divisie. Op 15 maart 2011 werd de club uit de competitie genomen.